# Зандберг, Михаэль
Михаэль Зандберг (ивр. מיכאל זנדברג‎; 16 апреля 1980, Петах-Тиква) — израильский футболист, полузащитник.
Играл за команду «Хапоэль Петах-Тиква» до 22 лет. Перешёл в клуб «Маккаби» (Хайфа) в сезоне 2002/03. Стал одним из лучших правых нападающих в израильском футболе. Является игроком национальной сборной Израиля. Михаэлем Зандбергом интересовались клубы из английской Премьер-Лиги и немецкой Бундеслиги, но летом 2006 года Зандберг перешёл в клуб «Бейтар» Иерусалим.
Его сестра Тами Зандберг — левый политик от партии Мерец.

## Достижения
- Обладатель Кубка Израиля: 2012/13